# Damian Łowicki
Damian Łowicki – polski geograf, dr hab. nauk o Ziemi, profesor uczelni Wydziału Geografii Społeczno-Ekonomicznej i Gospodarki Przestrzennej Uniwersytetu im. Adama Mickiewicza w Poznaniu.

## Życiorys
W 2006 r. obronił pracę doktorską pt. Zmiany krajobrazu województwa wielkopolskiego w czasie transformacji ustrojowej, której promotorem był prof. Andrzej Mizgajski, w 2016 r. habilitował się na podstawie pracy zatytułowanej Wykorzystywanie cech krajobrazu jako wskaźników stanu i procesów w środowisku geograficznym. Został zatrudniony na stanowisku adiunkta w Centrum Edukacyjne Ochrony Środowiska i Zrównoważonego Rozwoju na Wydziale Nauk Geograficznych i Geologicznych Uniwersytetu im. Adama Mickiewicza.
Był profesorem nadzwyczajnym w Instytucie Geografii Fizycznej i Kształtowania Środowiska Przyrodniczego na Wydziale Nauk Geograficznych i Geologicznych Uniwersytetu im. Adama Mickiewicza w Poznaniu.
Jest profesorem uczelni na Wydziale Geografii Społeczno-Ekonomicznej i Gospodarki Przestrzennej Uniwersytetu im. Adama Mickiewicza w Poznaniu, a także członkiem Rady Dyscypliny Naukowej –  Geografii Społeczno-Ekonomicznej i Gospodarki Przestrzennej Uniwersytetu im. Adama Mickiewicza w Poznaniu.